# Across the border
Across the border — немецкая рок-группа, играющая фолк-панк.
Across The Border — популярная музыкальная группа из Германии. Коллектив был создан в 1993-м году в Карлсруэ. Музыку, которую исполняет общество дозволено отнести в раз к нескольким стилям — это рок, панк, а также фолк-рок. В то время, если общество появилась на свет, Германия представляла собой нечто особенное. Политические представления изменились, общественные привычки сменились на инновационные взгляды, народ (особенно молодёжь) слушала панк-рок, подспудно продвигая запрещённые ранее темы, такие, как наркотики, например.
Однако, между групп, которые заполонили Германию в конце двадцатого — начале двадцать первого столетий, были и такие, которые разнообразно отрицали разный социальный и политический негатив. К таким коллективам относилась и группа Across The Border, тексты песен которой привлекали поклонников собственной многоплановостью и неоднозначностью. Инструментальное действие также не оставляло желать лучшего — талантливые музыканты во все времена работали более чем профессионально (особо известным был скрипач, которого все называли просто Дэвид).
В 2002 году группа официально оповестила почитателей собственного творчества о том, что деятельность коллектива прекращается. Несмотря на распад, через несколько лет группа дала совместный концерт с коллективом из Ирландии (который играл народный панк). Гастроли получились чрезвычайно удачными. Позже — их назвали прощальными гастролями.
Вскоре после концертов группа решила записать подарочный альбом — для огромного количества поклонников группы. Учитывая то, что музыканты так и не наши подходящую звукозаписывающую студию, им пришлось создавать пластинку на собственные деньги.
В настоящее сезон музыканты уверены в том, что теперь панк-музыка, по-прежнему, востребована, ведь и в нынешний промежуток времени существует много поводов для протестов. Музыканты уверены в том, что через музыку позволительно кардинально изменить общественное мышление, а также — вынуждать народ созерцать о самом важном в жизни, о настоящих ценностях.
В 2007 группа восстановила свою деятельность, и в 2009 они записывают новый альбом «Loyalty»

## Состав
- Jochen — вокал;
- Kölsch — аккордеон;
- Roger — гитара;
- Bieber — бас;
- Nicole — скрипка;
- Massimo — ударные.

## Дискография
- «Dance around the fire» (EP, 1993).
- «Hag Songs» (CD, 1994).
- «Crusty Folk Music for Smelly People» (CD, 1996).
- «But Life is boring, Sir, without committing a crime» (EP, 1997).
- «Guardian Angel» (EP, 1998).
- «If I can`t dance, it`s not my revolution» (CD, 1999).
- «Short songs, long faces» (EP, 2001).
- «rare and unreleased tracks» (Vinyl, Сингл, 2001).
- «Was bleibt — The best of Across the Border» (CD, 2002).
- «The last dance around the fire» (Live Bootleg der Abschiedskonzerte, CD, 2002).
- «Loyalty» (CD, 2009) — вышел 16.01.2009.
- «Folkpunk Air Raid» (CD, 2011).